# دينيس موكويغي

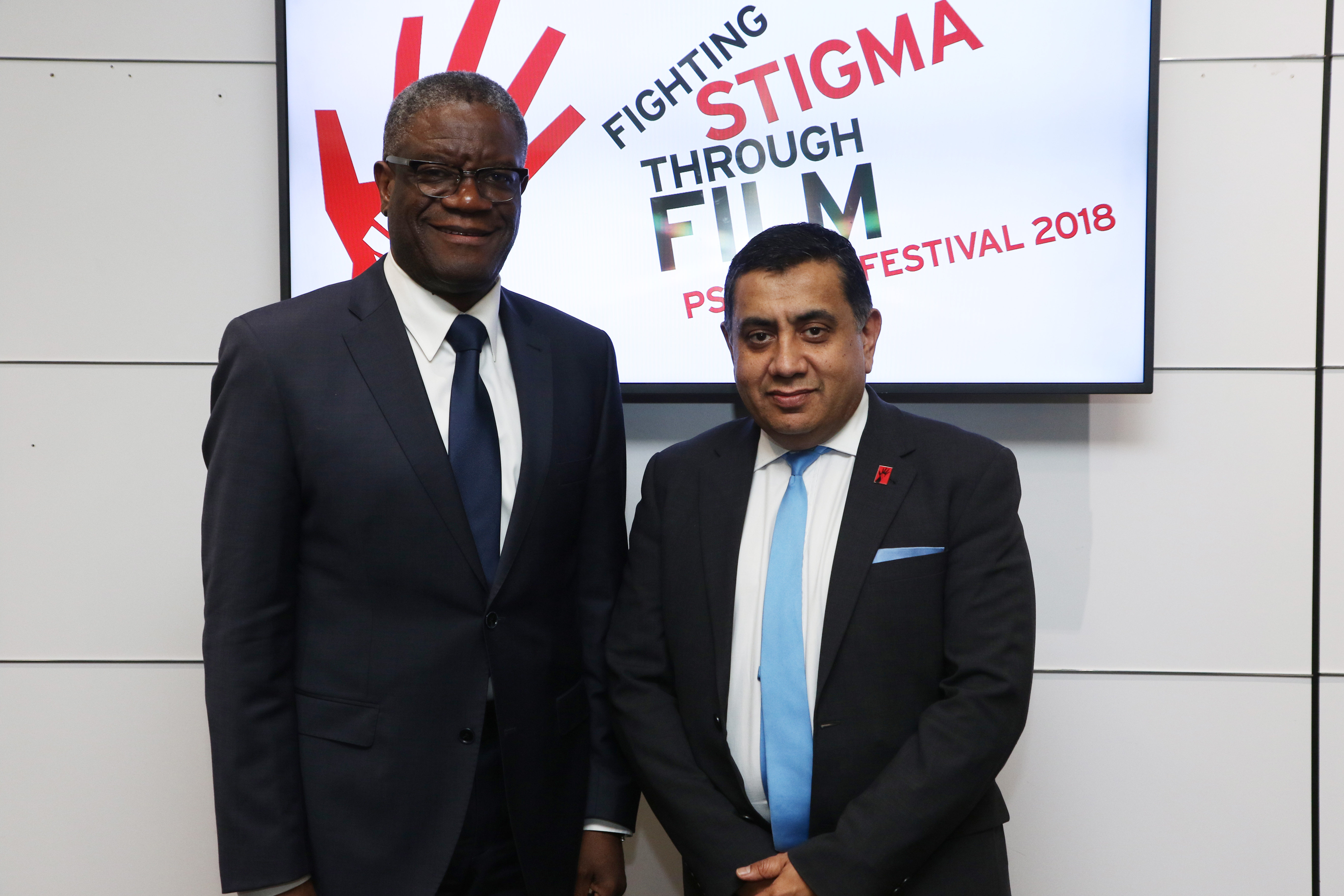
Mukwege مع اللورد أحمد في مهرجان PSVI السينمائي في لندن عام 2018.

دينيس موكويغي (بالفرنسية: Denis Mukengere Mukwege)‏ (مواليد 1 مارس 1955) هو طبيب نساء كونغولي أسس وعمل في مستشفى بانزي في بوكافو، حيث تخصص في علاج النساء اللواتي تعرضن للاغتصاب الجماعي من قبل قوات المتمردين. أصبح موكويج خبير ورائد عالمياً في كيفية علاج الأضرار التي تلحق بالنساء اللواتي تعرضن للاغتصاب الجماعي. في عام 2014 فاز دينيس بجائزة سخاروف لحرية الفكر. وفي 5 أكتوبر 2018 أعلن عن فوزه بجائزة نوبل للسلام بالمشاركة مع الناشطة العراقية الايزيدية نادية مراد.

## طفولته وتعليمه
موكويغي من مواليد 1 مارس سنة 1955 وهو الطفل الثالث في عائلة تضم تسعة أطفال. درس الطب وتخرج من جامعة بوروندي سنة 1983. اشتغل بعد تخرجه في مستشفى ليمارا. غادر إلى فرنسا لدراسة طب النساء بعد أن لاحظ الظروف السيئة للولادة في المسشفى الذي كان يشتغل به. عاد إلى الكونغو بعد انتهائه من الدراسة في فرنسا سنة 1989. وفي سنة 2015 حصل على دوكتوراه من جامعة جامعة بروكسل الحرة.

## مسيرته المهنية
عاد موكويغي للعمل في الكونغو بعدما أتم دراسته الجامعية في فرنسا. قام بتأسيس مستشفى بانزي اثناء الحرب الأهلية. قام بمعالجة أزيد من 85 ألف مريض كان معضمهم قد تعرض للاغتصاب.

### خطابه في الأمم المتحدة
قام بإلقاء خطاب في مقر الأمم المتحدة سنة 2012. ندد من خلاله بجرائم الاغتصاب التي تحدث في الكونغو وعاتب حكومات الكونغو والدول الأخرى لصمتها ولعدم تحركها لمساعدة الضحايا.

### محاولة الإغتيال
تعرض لمحاولة اغتيال في منزله سنة 2012 بعد أن خطفت ابنته مما اضطره للسفر إلى أوروبا.

## روابط خارجية
- دينيس موكويغي على موقع IMDb (الإنجليزية)
- دينيس موكويغي على موقع الموسوعة البريطانية (الإنجليزية)
- دينيس موكويغي على موقع مونزينجر (الألمانية)
- دينيس موكويغي على موقع ألو سيني (الفرنسية)